# Liste der denkmalgeschützten Objekte in Orth an der Donau
Die Liste der denkmalgeschützten Objekte in Orth an der Donau enthält die 7 denkmalgeschützten, unbeweglichen Objekte der Gemeinde Orth an der Donau.

## Denkmäler
| Foto |                 | Denkmal                                                       | Standort                                          | Beschreibung                                                                                                | Metadaten |
| ---- | --------------- | ------------------------------------------------------------- | ------------------------------------------------- | --- | --- |
| ja   | Datei hochladen | Mariensäule HERIS-ID: 10359 Objekt-ID: 6413                   | bei Am Markt 4 Standort KG: Orth an der Donau     | Steinsäule mit Figur der Maria Immaculata, gestiftet 1711                                                   | BDA-Hist.: Q38065760 Status: § 2a Stand der BDA-Liste: 2025-06-30 Name: Mariensäule GstNr.: 1370/7 Mariensäule, Orth an der Donau                              |
| ja   | Datei hochladen | Pranger HERIS-ID: 10360 Objekt-ID: 6414                       | bei Kirchenplatz 4 Standort KG: Orth an der Donau | Hoher Pfeiler mit Kugelabschluss aus dem 16. Jahrhundert                                                    | BDA-Hist.: Q38065770 Status: § 2a Stand der BDA-Liste: 2025-06-30 Name: Pranger GstNr.: 1368 Pranger, Orth an der Donau                                        |
| ja   | Datei hochladen | Pfarrhof HERIS-ID: 10357 Objekt-ID: 6411                      | Kirchenplatz 4 Standort KG: Orth an der Donau     | Zweigeschoßiger Biedermeierbau östlich der Kirche, erbaut 1819                                              | BDA-Hist.: Q38065685 Status: § 2a Stand der BDA-Liste: 2025-06-30 Name: Pfarrhof GstNr.: 2, 3, 4, 8/2 Pfarrhof, Orth an der Donau                              |
| ja   | Datei hochladen | Kath. Pfarrkirche hl. Michael HERIS-ID: 10356 Objekt-ID: 6410 | bei Kirchenplatz 4 Standort KG: Orth an der Donau | Ehemalige mittelalterliche Wehrkirche, wiederaufgebaut 1568, 1689 barockisiert                              | BDA-Hist.: Q38065622 Status: Bescheid Stand der BDA-Liste: 2025-06-30 Name: Kath. Pfarrkirche hl. Michael GstNr.: 1 Pfarrkirche hl. Michael, Orth an der Donau |
| ja   | Datei hochladen | Schloss Orth – Neues Schloss HERIS-ID: 10358 Objekt-ID: 6412  | Schloßplatz 1 Standort KG: Orth an der Donau      | Dreiflügelige Anlage, 1679/80 erbaut                                                                        | BDA-Hist.: Q57278927 Status: Bescheid Stand der BDA-Liste: 2025-06-30 Name: Schloss Orth – Neues Schloss GstNr.: 566 Schloss Orth - Neues Schloss              |
| ja   | Datei hochladen | Schloss Orth – Altes Schloss HERIS-ID: 10590 Objekt-ID: 6649  | Schloßplatz 1 Standort KG: Orth an der Donau      | Im Kern mittelalterlicher Bau, 1550 wiederaufgebaut                                                         | BDA-Hist.: Q57278941 Status: Bescheid Stand der BDA-Liste: 2025-06-30 Name: Schloss Orth – Altes Schloss GstNr.: 565 Schloss Orth - Altes Schloss              |
| ja   | Datei hochladen | Johannes-Nepomuk-Kapelle HERIS-ID: 10728 Objekt-ID: 6790      | bei Schloßplatz 1 Standort KG: Orth an der Donau  | Die 1885 errichtete Wegkapelle mit Nepomukfigur aus dem frühen 18. Jahrhundert steht vor dem Neuen Schloss. | BDA-Hist.: Q38077693 Status: Bescheid Stand der BDA-Liste: 2025-06-30 Name: Johannes-Nepomuk-Kapelle GstNr.: 567 Johannes-Nepomuk-Kapelle (Orth an der Donau)  |